# Distrito de Sindhudurg
Sindhudurg (en maratí; सिंधुदुर्ग जिल्हा ) es un distrito de India, parte de la división de Konkan en el estado de Maharastra . 
Comprende una superficie de 5207 km².
El centro administrativo es la ciudad de Oros.

## Demografía
Según el censo 2011 contaba con una población total de 848 868 habitantes.
En el caserío de Asolipal (Banda Peta),
que pertenecía al desaparecido estado marathi de Sawantwadi, nació el lexicógrafo y sanscritista indio V. S. Apte (1858-1892).